# I Szanghon
I Szanghon (hangul: 이상헌, handzsa: 李相憲, RR: Lee Sang-hun; Incshon, 1975. október 11. –) dél-koreai válogatott labdarúgó.

## Pályafutása

### Klubcsapatban
1998 és 2003 között az Anyang LG Cheetahs csapatában játszott. 2004 és 2006 között az Incshon United játékosa volt.

### A válogatottban
1997 és 2003 között 16 alkalommal játszott a dél-koreai válogatottban. Tagja volt az 1996. évi nyári olimpiai játékokon szereplő válogatott keretének és részt vett az 1998-as világbajnokságon.  